# Priabona
Priabona è una frazione del comune di Monte di Malo, in provincia di Vicenza, situata su un piccolo passo (253 metri) fra la Valle dell'Agno e la pianura vicentina di Schio e Thiene.
Nelle sue vicinanze sorge il Buso della Rana, una delle maggiori grotte italiane, nonché il museo del Priaboniano. Proprio da Priabona prende infatti il nome questo periodo geologico, grazie agli strati di roccia affioranti nella frazione.
A Priabona, da una piccola grotta, nasce il torrente Poscola.

## Storia
Priabona nell'antichità era conosciuta come Petra mala, e dalle notizie pervenute sembra vi sorgessero ben due castelli.
Le origini e le vicende del castello castrum Sancti Victoris si identificano con quelle del castello di Malo del quale sembra condivise la sorte passando in proprietà dai Vescovi di Vicenza al Conte Savino di Malo, nel 1222, e successivamente distrutto da Ezzelino il Tiranno. Il castello sorgeva sul luogo dell'attuale chiesa di San Vittore, su un colle che sovrasta l'abitato e l'omonimo passo.
Più oscure le vicende di un secondo castello che probabilmente sorgeva sul luogo dell'attuale chiesa, presso il passo.

## Monumenti e luoghi d'interesse
- Chiesa di Santa Maria Assunta e altri edifici sul Colle di San Vittore
- Oratorio di San Vittore: dell'antico castello vescovile sul monte che domina il passo di Priabona è rimasto l'oratorio, recentemente restaurato e risalente al periodo longobardo-carolingio. L’interno conserva interessanti affreschi del '300 della scuola di Cimabue. Nella stessa località sorge l'ex chiesa parrocchiale. Documenti testimoniano l'esistenza della chiesa da prima del Mille. Del 1447 la statua della Vergine di Niccolò da Cornedo in un momento di particolare fioritura del culto nella chiesa. La vicina torre campanaria molto caratteristica risale forse al ‘400. Del complesso fa parte anche un antico convento abbandonato ed un cimitero dimesso. L'oratorio è stato ristrutturato nel 1997. Aperto ogni prima domenica del mese dalle 15.00 alle 18.00.
- Museo Paleontologico di Priabona[2] dove ha sede il Centro Studi del Priaboniano, lo stratotipo roccioso formatosi tra i 38 e i 34 milioni di anni fa.
- Buso della Rana, cavità naturale con uno sviluppo interno esplorato di oltre 35 km.